# Passage Bouchaud
Pour les articles homonymes, voir Bouchaud.
Le passage Bouchaud est une galerie marchande de Nantes, en France.

## Situation et accès
Située dans le centre-ville de Nantes, le passage débute entre les nos 9 et 11 de la rue de la Marne et aboutit au no 20 rue de la Juiverie.

## Origine du nom
Son nom lui vient du son propriétaire Jean-Baptiste Bouchaud, demeurant dans l’immeuble au 13 de la rue Gresset, qui l'ouvrit en 1831. Cette dénomination fut confirmée sept ans plus tard,.